# エリック・リボム
エリック・リボム（Erik Lidbom, 1977年 - ）は、スウェーデン出身のソングライター、編曲家、音楽プロデューサー。

## 人物
幼い頃から音楽に関心を持っており、ドラムセットを農場の納屋で組み立てたことがある。音楽学校では2年間クラシックを学び、その後ピアニスト兼ギタリストとして独立する。
ソングライター・編曲家として多数の日本人アーティストに楽曲を提供しており、日本では2012年時点でチャートNo.1を30回ほど獲得している。ビルボードNo.1を1曲、グローバル・ワールド・セールス・チャートNo.1を2曲と、実績もインターナショナルである。
使用機材はソフトLogic、各種ソフトウェアシンセサイザー、Nord Lead、Tritonのラック、ローランドJVシリーズのシンセサイザーなど。

## 楽曲
- 青山テルマ
  - LOLLIPOP（青山テルマ/Erik Lidbom）

- 安室奈美恵
  - make it happen
  - BRIGHTER DAY
  - Time Has Come
- Alexandra Stan
  - Cherry Pop
  - Digital
  - Zoom Zoom

- アンジュルム
  - アンドロイドは夢を見るか?

- EXILE
  - SHOOTING STAR（Erik Lidbom）
  - NEW HORIZON

- lol-エルオーエル-
  - FATE（Erik Lidbom/Nils Rulewski Stenberg）

- 小片リサ
  - 裸の“Mew”（Funk Uchino/Erik Lidbom）
  - ムーンナイト・シークレット（Erik Lidbom/Julie Yu）

- OCTPATH
  - Perfect（Erik Lidbom/Nils Rulewski Stenberg）
  - Like（Erik Lidbom/Nils Rulewski Stenberg）

- OCHA NORMA
  - Super Duper Sugar Power

- 倉木麻衣
  - ZEROからハジメテ
  - unconditional L♡VE

- Crystal Kay
  - デリシャスな金曜日（BACHLOGIC/Erik Lidbom）

- 佐藤優樹
  - Sorry!

- （二代目）J Soul Brothers
  - GENERATION（BACHLOGIC/Erik Lidbom）

- 三代目J Soul Brothers
  - Go my way（BACHLOGIC/FAST LANE/Erik Lidbom）
  - FIELD OF DREAMS（SKY BEATZ/Erik Lidbom/FAST LANE）

- GENIC
  - ぎゅっと（MUSOHと共作曲・編曲）

- Juice=Juice
  - POPPIN' LOVE（Erik Lidbom/Julie Yu/Andreas Carlsson）
  - トウキョウ・ブラー

- JUJU
  - feel me, feel me（ZETTON/原田卓也/Erik Lidbom）
  - Friend DEEP（Erik Lidbom/SHIROSE）

- Cyntia
  - I Will（DAICHIと共作）

- 武井咲
  - 明日へ（Erik Lidbom/SHIROSE）

- 竹内朱莉
  - 泣いてOVER
  - とりあえず ごはんいこ!（Erik Lidbom/Julie Yu）

- DA PUMP
  - Can't get your love（ZETTON/Erik Lidbom/FAST LANE）

- つばきファクトリー
  - でも…いいよ（Erik Lidbom/Julie Yu）
  - 青春エクサバイト（Erik Lidbom/Julie Yu）
  - 鼓動OK?（Erik Lidbom/miwaflower）

- 東方神起
  - Winter Rose（Erik Lidbom/Jeff Miyahara）
  - Winter Rose -reversible ver.-（Erik Lidbom/Jeff Miyahara）

- dreamBoat
  - FOOTLOOSE

- 西野カナ
  - Into You

- ぱすぽ☆
  - WING

- バニラビーンズ
  - LOVE & HATE

- BOP
  - Rock Your World

- 福原美穂
  - Dream On feat.三浦大知（FAST LANE/Erik Lidbom）

- 風男塾
  - Love Spider（Angus Costanza名義）
  - ロンリー オンリー ハート

- 三浦大知
  - Two Hearts（SKY BEATZ/Erik Lidbom/Jeff Miyahara）

- モーニング娘。'21
  - ビートの惑星（Erik Lidbom/miwaflower）

- 由薫
  - Silent Parade（作詞：由薫、作曲：由薫・Erik Lidbom・Gustav Mared）[2]

### ジャニーズ事務所関連
- SMAP
  - Battery（Jeff Miyaharaと共作曲・共編曲、blackSHEEP名義）
  - シャレオツ（Jeff Miyaharaと共作曲・共編曲、blackSHEEP名義）
- TOKIO
  - To be（作曲）
- V6
  - V6
    - OK（作曲、Dr Hardcastle名義）
    - D.I.S.（Mans Ek, Micke Sosinskiと共作曲・編曲）

  - 三宅健
    - LAST FOREVER（Takuya Haradaと共作曲）
- 堂本光一
  - Deepness（Albi Albertssonと共作曲）
  - MUSE（Masaya Wadaと共作曲・編曲）
- 嵐
  - 嵐
    - WAVE（作曲）
    - スマイル（youth caseと共作詞・共作曲）
    - movin' on（Dice Taylor, youwhichと共作曲、Dr Hardcastle名義）
    - サーカス（HYDRANTと共作曲、iiiSAK名義）
    - Løve Rainbow（Dyce Taylorと共作曲、iiiSAK名義）
    - Lotus（HYDRANTと共作曲・佐々木博史と共編曲、iiiSAK名義）
    - Boom Boom（Jon Hallgrenと共作曲）
    - まだ見ぬ世界へ（R.P.P.と共作曲・吉岡たくと共編曲、iiiSAK名義）
    - negai（Dyce Taylorと共作曲・宮野幸子と共編曲、iiiSAK名義）
    - morning light（Curlyと共作曲、Dr Hardcastle名義）
    - 遠くまで（Dyce Taylorと共作曲）
    - 迷宮ラブソング（Dyce Taylorと共作曲、iiiSAK名義）
    - ついておいで（Anton Lindsjoと共作曲、iiiSAK名義）
    - Waiting for you（Octobarと共作曲、iiiSAK名義）
    - Cosmos（作曲）
    - full of love（Iggy Strange-Dahlと共作曲、Dr Hardcastle名義）
    - Rise and Shine（youwhichと共作曲）
    - WONDER-LOVE（Jon Hallgrenと共作曲・共編曲）
    - Treasure of life（Simon Janlovと共作曲）
    - Under the radar（Kevin Chargeと共作曲）
    - Sugar（HIKARIと共作曲・編曲、iiiSAK名義）
    - 風雲（Simon Janlovと共作曲）
    - Pray（wonder noteと共作曲・編曲）
    - 彼方へ（TAKAROTと共作曲、iiiSAK名義）
    - Song for you（Simon Janlov, wonder note, Kevin Charge, SHIROSE, 山下康介と共作曲）
    - 白が舞う（eltvoと共作曲・編曲）
    - Midsummer Night's Lover（Mr. Mustardと共作曲・編曲）
    - Sky Again（作曲・編曲）
    - Count on me（Saori Tsuchiyaと共作曲）
    - Turning Up（Andreas Carlsson, Funk Uchino, Sho Sakuraiと共作詞・共作曲・共編曲・プロデュース）
    - A-RA-SHI:Reborn（J&T, Koji Makaino, Andreas Carlsson, Sho Sakurai, Geek Boy Al Swettenhamと共作詞・共作曲・共編曲）
    - One Love : Reborn（youth case, Yusuke Kato, Andreas Carlssonと共作詞・共作曲・共編曲）

  - 大野智
    - 静かな夜に（youth caseと共作曲・編曲、Dr Hardcastle名義）
    - two（R.P.P.と共作曲・編曲）
- NEWS
  - ガムシャラ Cha Cha Cha（Anderz Wrethovと共作曲・共編曲、Dr Hardcastle名義）
  - Quntastic!（大智と共作曲）
- 山下智久
  - ごめんね（SHIROSE, Fredrik "Franciz" Jernbergと共作曲、Dr Hardcastle名義）
- テゴマス
  - 夕焼けと恋と自転車（大智と共作曲、Dr Hardcastle名義）
- KAT-TUN
  - KAT-TUN
    - LOVE（作曲・Yukihide "YT" Takiyamaと共編曲）
    - MESSAGE FOR YOU（作曲・編曲）
    - AFFECTION ～もう戻れない～（作曲・編曲）
    - DISTANCE（作曲・編曲）
    - OUR STORY ～プロローグ～（作曲・編曲）
    - HEART BEAT（作曲・Tomoki Kikuyaと共編曲、King of slick名義）
    - FARAWAY（DYCE TAYLORと共作曲・編曲、King of slick名義）
    - NEVER × OVER 〜「-」 IS YOUR PART〜（Hans Johnson, t-oga, NAO, ATSUSHI, Tatsuya Ueda, Magnus Funemyrと共作曲、King of slick名義）
    - 夜明けまで（Makoto Inukaiと共作曲・編曲、King of slick名義）
    - DIAMOND（DAICHIと共作曲・編曲、King of slick名義）
    - & FOREVER（Shusuiと共作曲・Yukihide "YT" Takiyamaと共編曲、King of slick名義）
    - SOLDIER（Albi Albertsson, Kirstine Lindと共作曲・編曲、King of slick名義）
    - それぞれの空（KOUDAI IWATSUBOと共作曲、King of slick名義）
    - BRAND NEW DAY（作曲・編曲、King of slick名義）
    - ON & ON（Laika Leonと共作曲・編曲、King of slick名義）
    - RACE GOES ON（作曲・編曲、King of slick名義）
    - TOKYO STARRY（TAKAROTと共作曲、King of slick名義）
    - 熱くなれ（KOUDAI IWATSUBOと共作曲・編曲、King of slick名義）
    - HONESTY（Andrew Choiと共作曲・編曲、King of slick名義）
    - BRAND NEW STAGE（作曲・編曲、King of slick名義）
    - FUNtastic（Takuya Haradaと共作曲、King of slick名義）
    - vivid LOVE（Takuya Haradaと共作曲、King of slick名義）
    - Be alive（Laika Leonと共作曲、King of slick名義）
    - Unstoppable（HIKARIと共作曲、King of slick名義）
    - CRYSTAL MOMENT（7th Avenueと共作曲）
    - Winter Brightness（MLCと共作曲・編曲）
    - Fantasia（Nils Rulewski Stenberg, CR, SBと共作曲・Nils Rulewski Stenbergと共編曲）
    - Sail on earth（Nils Rulewski Stenbergと共作曲）
    - ELIZA（Nils Rulewski Stenbergと共作曲・共編曲）
    - 夢で逢いたい（作曲・編曲）

  - 亀梨和也
    - That is that（Ninos Hannaと共作曲・編曲）

  - 中丸雄一
    - FILM（MAGNUS FUNEMYRと共作曲・編曲、King of slick名義）
    - Snowflake（Kiyohito Komatsuと共作曲・編曲、King of slick名義）
- Hey! Say! JUMP
  - Hey! Say! JUMP
    - Very Very Happy（Koudaiiiと共作曲）
    - Special Love（Kanata Okajimaと共作曲・編曲）
    - Dear.（SHIROSEと共作曲）
    - Good Life（HIKARIと共作曲）
    - またこの場所で（m.pieceと共作曲、Dr Hardcastle名義）
    - 愛だけがすべて -What do you want?-（TAKAROTと共作曲、Dr Hardcastle名義）
    - アイノユウヒ（Furuse Kaiと共作曲、Dr Hardcastle名義）

  - Hey! Say! 7
    - いいんじゃない（Mans Ekと共作曲）

  - 山田涼介
    - ミステリー ヴァージン（Daichiと共作曲・編曲）

  - 山田涼介・伊野尾慧
    - Napa Napa（SAMDELLと共作曲・共編曲）
- NYC
  - 青春キップ（Dr Hardcastle名義）
  - Tic Tac ～僕らのハーモニー～（Dr Hardcastle名義）
- Kis-My-Ft2
  - Kis-My-Ft2
    - Winter Lover（DAICHIと共作曲）
    - Strawberry Dance（youwhich, DAICHIと共作曲）
    - WANTED（イワツボコーダイと共作曲・編曲）
    - VersuS（イワツボコーダイと共作曲・HIKIEと共編曲）
    - A10TION（Takuya Harada, Christofer Erixonと共作曲）
    - You know what?（Takuya Harada, MLCと共作曲・編曲）
    - Lemon Pie（Nils Rulewski Stenbergと共作曲）

  - 横尾渉
    - 僕を照らすモノ（Carlos K.と共作曲・要田健と共編曲）

  - 藤ヶ谷太輔・玉森裕太
    - Without Your Love（TAKAROTと共作曲）

  - 玉森裕太・宮田俊哉・千賀健永
    - Sing for you（youwhich, DAICHIと共作曲、Dr Hardcastle名義）

  - 舞祭組
    - Fire & Lightning（Jeff Miyaharaと共作曲・編曲）
- timelesz
  - いつまでもいつまでも（KOUDAI IWATSUBOと共作曲）
  - Iris（RIKE, Funk Uchinoと共作曲）
  - Naturally（Andreas Obergと共作曲・編曲）
  - 僕が僕でいられる理由（Takuya Haradaと共作曲）
  - HOMIES（Takuya Haradaと共作曲・編曲）
  - ワンアンドオンリー（Nils Rulewski Stenbergと共作曲）
- A.B.C-Z
  - Rock with U（Kevin Charge, MLCと共作曲）
  - FORTUNE（Takuya Haradaと共作曲）
  - 宇宙旅行（作曲・編曲）
  - 拝啓 今日を共に生きる貴方へ（HIKARIと共作曲）
- WEST.
  - WEST.
    - クチウツシ（Christofer Erixon, Doojinsoと共作曲・編曲）
    - Go Low Low（Takuya Haradaと共作曲）
    - You ain't mine（O-BANKZ, J.Praizeと共作曲）

  - 濵田崇裕・神山智洋
    - GOD DAMN（COMMAND FREAKS, Christofer Erixonと共作曲）
- King & Prince
  - Rainbow（CR, SBと共作曲・編曲）
  - CHASE IT DOWN（Ricardo Burgrustと共作曲・編曲）
  - Recolor（Chris Meyerと共作曲・編曲）
  - TOGETHER WE STAND（Christofer Erixon, Joakim Bjornbergと共作曲・編曲）
- SixTONES
  - BORDERLESS（Ricardo Burgrustと共作曲・編曲）
- Snow Man
  - Feel the light, Lovely（作曲・編曲）
  - 君は僕のもの（youth caseと共作曲・編曲）
  - SBY（Takuya Haradaと共作曲・編曲）
- なにわ男子
  - 君だけを逃がさない（作曲）
  - Good Day!!（玉谷友輝と共作曲）
  - Emerald（KOUDAI IWATSUBOと共作曲）
  - Dance in the Rain（youth caseと共作曲）
  - Prime Time（youth caseと共作曲）
  - Tick Tack Heart（玉谷友輝と共作曲）
  - Melody（YUUKI SANOと共作曲）
  - Paradise（作曲）
  - Snap!（作曲・編曲）
  - moshimo（岡田一成, 玉谷友輝と共作曲）
- Travis Japan
  - Keep On Smiling（作曲・編曲）
  - Till The Dawn（Alex Karlssonと共作曲・編曲）
  - So Sunday（作曲・編曲）
  - Lock Lock（O-BANKZ, Christofer Erixonと共作曲）
  - Fly Higher（Masaki Tomiyamaと共作曲）
  - Whiskey and Tonic（作曲・編曲）
  - Bring Back（MLC, Gustav Maredと共作曲）
  - Trick! Trick!（作曲・編曲）
  - Backup Plan（作曲・Karrinatorと共編曲）
- HiHi Jets・美 少年
  - Over Again（作曲）
- 7 MEN 侍
  - Glorious（作曲）
- STARTO for you
  - WE ARE（Soma Gendaと共作曲）